# Mykelti Williamson

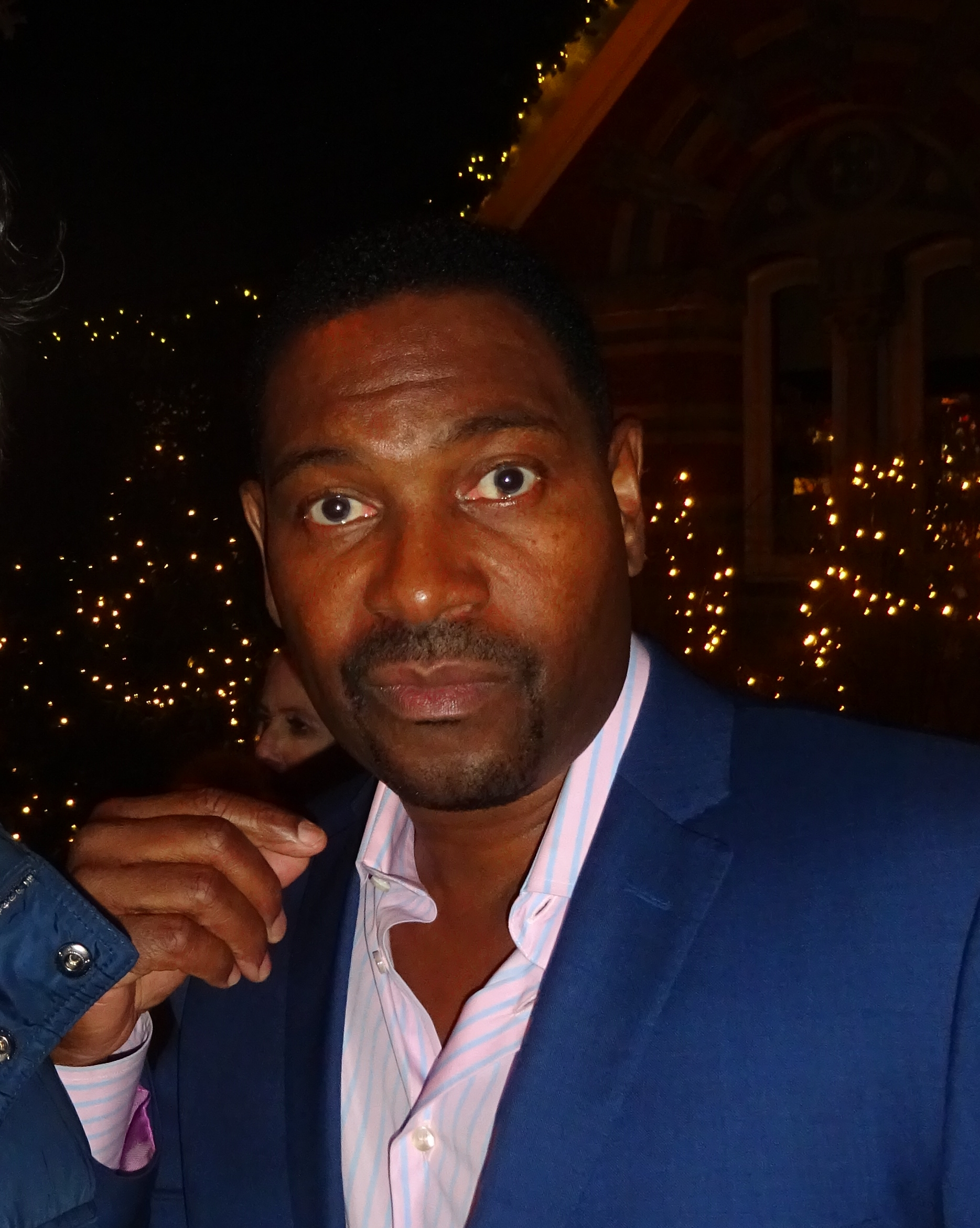
Mykelti Williamson (2016)

Michael T. „Mykelti“ Williamson (* 4. März 1957 oder 1960 in St. Louis, Missouri) ist ein US-amerikanischer Schauspieler.

## Leben
Mykelti Williamson wurde als Michael T. Williamson geboren und trat zum Anfang seiner Karriere auch unter dem Pseudonym Mykel T. Williamson auf. Er war von 1983 bis 1985 mit der Schauspielerin Olivia Brown verheiratet. Aus seiner zweiten Ehe mit Cheryl Chisholm, die von 1989 bis 1994 hielt, ging eine Tochter hervor. In dritter Ehe ist er seit 1997 mit Sondra Spriggs verheiratet, mit der er zwei weitere Töchter hat.
Seine Karriere begann 1981 in der Fernsehserie The Righteous Apples, weitere Auftritte hatte er in Starsky & Hutch, Hill Street Blues, Miami Vice, China Beach und Der Nachtfalke. Sein Spielfilmdebüt hatte er 1984 in Walter Hills Actionfilm Straßen in Flammen.
Seinen Durchbruch hatte er erst zehn Jahre später, als er an der Seite von Tom Hanks die Rolle des Benjamin Buford „Bubba“ Blue im Film Forrest Gump von Robert Zemeckis übernahm. Für seine Darstellung des Bubba wurde Williamson bei den MTV Movie Awards 1994 in der Kategorie „Best Breakthrough Performance“ nominiert.
Ein Jahr später stellte er in Michael Manns Thriller Heat den Polizisten Drucker dar. 2001 arbeitete er erneut für Mann an der Filmbiografie Ali, in der Williamson den Boxpromoter Don King verkörperte. Weitere Film- und Fernsehrollen folgten, sein Schaffen umfasst rund 120 Produktionen.

## Filmografie (Auswahl)
- 1978: Starsky & Hutch (Starsky and Hutch, Fernsehserie, Folge 4x09 Starsky sieht schwarz)
- 1983: Bay City Blues (Fernsehserie, 8 Folgen)
- 1983–1986: Polizeirevier Hill Street (Hill Street Blues, Fernsehserie, 9 Folgen)
- 1984: Straßen in Flammen (Streets of Fire)
- 1984–1985: Mode, Models und Intrigen (Cover Up, Fernsehserie, 11 Folgen)
- 1984, 1985: Miami Vice (Fernsehserie, 2 Folgen)
- 1986: American Wildcats (Wildcats)
- 1987: Der Berserker (Number One with a Bullet)
- 1987: You Talkin' to Me?
- 1987–1988: The Bronx Zoo (Fernsehserie, 21 Folgen)
- 1988: Nacht der Entscheidung – Miracle Mile (Miracle Mile)
- 1990: Pentagramm – Die Macht des Bösen (The First Power)
- 1990: Der Killer ist unter uns (A Killer Among Us, Fernsehfilm)
- 1988–1991: Der Nachtfalke (Midnight Caller, Fernsehserie, 47 Folgen)
- 1991–1993: The New WKRP in Cincinnati (Fernsehserie, 22 Folgen)
- 1993: Free Willy – Ruf der Freiheit (Free Willy)
- 1994: Forrest Gump
- 1995: Free Willy 2 – Freiheit in Gefahr (Free Willy 2: The Adventure Home)
- 1995: Ein amerikanischer Quilt (How to Make an American Quilt)
- 1995: Heat
- 1995: Waiting to Exhale – Warten auf Mr. Right (Waiting to Exhale)
- 1997: Ort der Wahrheit (Truth or Consequences, N.M.)
- 1997: Con Air
- 1997: Die 12 Geschworenen (12 Angry Men)
- 1997: Cypher (Double Tap)
- 1997: Buffalo Soldiers (Fernsehfilm)
- 1998: Mit aller Macht (Primary Colors)
- 1998: Species II
- 1999: Three Kings – Es ist schön König zu sein (Three Kings)
- 1999: Gideon
- 1999–2000: The Hoop Life (Fernsehserie, 22 Folgen)
- 2000–2001: Auf der Flucht – Die Jagd geht weiter (The Fugitive, Fernsehserie, 23 Folgen)
- 2001: Ali
- 2002: Our America (Fernsehfilm)
- 2002–2003: Boomtown (Fernsehserie, 24 Folgen)
- 2004: After the Sunset
- 2004: Attentat auf Richard Nixon (The Assassination of Richard Nixon)
- 2005: Lucky Number Slevin
- 2006: Fatwa
- 2006–2007: Kidnapped – 13 Tage Hoffnung (Kidnapped, Fernsehserie, 13 Folgen)
- 2007: Spinning Into Butter
- 2007: Der Klang des Herzens (August Rush)
- 2007–2009: CSI: NY (Fernsehserie, 7 Folgen)
- 2008: One Hogan Place (Fernsehfilm)
- 2008: Ball Don't Lie
- 2008: Vice
- 2009: Black Dynamite
- 2009: Psych (Fernsehserie, Folge 3x13 Wofür braucht ein Toter auch zwei Füße?)
- 2009: Final Destination 4 (The Final Destination)
- 2010: 24 (Fernsehserie, 17 Folgen)
- 2010: High School – Wir machen die Schule dicht (High School)
- 2010: Good Wife (The Good Wife, Fernsehserie, Folge 2x08)
- 2011: Damit ihr mich nicht vergesst (Have a Little Faith, Fernsehfilm)
- 2011: Rizzoli & Isles (Fernsehserie, Folge 2x14)
- 2012–2015: Justified (Fernsehserie, 18 Folgen)
- 2013: Touch (Fernsehserie, 4 Folgen)
- 2014: Hollows Grove
- 2014: Nashville (Fernsehserie, 4 Folgen)
- 2015: The Sickroom
- 2015: You Bury Your Own
- 2015–2016: Hawaii Five-0 (Fernsehserie, 2 Folgen)
- 2016: Underground (Fernsehserie, 6 Folgen)
- 2016: The Purge: Election Year
- 2016: Fences
- 2016–2017: Designated Survivor (Fernsehserie, 3 Folgen)
- 2017: Rebel (Fernsehserie, 5 Folgen)
- 2017–2018: Chicago P.D. (Fernsehserie, 14 Folgen)
- 2018: Ein Funken Gerechtigkeit (Saint Judy)
- 2018: Thriller – Blutbad an der Compton High (Thriller)
- 2019: Don’t Let Go
- 2020: Butter
- 2020: Emperor – Vom Sklaven zur Legende (Emperor)
- 2020: The 24th
- 2021: Clean
- 2021–2022: Law & Order: Organized Crime (Fernsehserie, 9 Folgen)
- 2024: Fallout (Fernsehserie, Folge 1x01)
- 2024: Unaufhaltsam (Unstoppable)
- 2025: The Last Rodeo